# Jasminka Cive
Jasminka Cive (bürgerlich Jasminka Dizdarević; * 24. Juli 1981 in Belgrad, SFR Jugoslawien) ist eine österreichische Mixed-Martial-Arts-Kämpferin. Der Kampfname von Cive ist Impressive, früher gelegentlich auch Holy Terror.

## Leben
Die geborene Serbin siedelte im Alter von zwölf Jahren mit ihrer Familie nach Österreich über. Bereits mit zehn Jahren begann sie in ihrer Heimat mit Karate. In Österreich fügte sie Kickboxen, Muay Thai und schlussendlich MMA zu ihren sportlichen Aktivitäten hinzu. Neben dem aktiven Sport ist sie als Promoterin für Kampfsportveranstaltungen unter dem Namen „Mixfight Night“ sowie als Kampfrichterin tätig.
In Österreich studierte sie Sportwissenschaften. Anfang Mai 2013 eröffnete Cive zusammen mit ihrem Verlobten ihre eigene Kampfsportschule mit dem Namen Happy Fight in Enns. Nebenher veranstaltet sie zusammen mit der deutschen Kämpferin Sheila Gaff MMA-Seminare im deutschsprachigen Raum. Im Dezember 2014 überlebte sie eine lebensbedrohliche Blutvergiftung.

## Sportliche Laufbahn

### Muay Thai und K-1
Im Jahre 1998, im Alter von 16 Jahren, begann Cive mit K-1 und Muay Thai. Nach einer Serie von Kämpfen gegen bekannte Gegnerinnen in verschiedenen Gewichtsklassen und Ländern zwangen Verletzungen sie zu einer Wettkampfpause von vier Jahren. Nach vier Operationen fühlte sich Cive 2007 wieder bereit für Kämpfe, obwohl ihr von ärztlicher Seite dazu abgeraten wurde. Daraufhin wurde sie International Austrian Champion im K-1 der ISKA. 2009 bestritt sie einen Boxkampf gegen einen männlichen Gegner, den sie nach Punkten gewann. Ihr Gegner musste die folgende Nacht mit einer Gehirnerschütterung im Krankenhaus verbringen. Den Titel Austrian Champion Full Muay Thai Rules im Superfliegengewicht der ISKA holte Cive sich im Jahre 2010. Bis zum Wechsel zu MM Ende 2010 bestritt sie zahlreiche weitere Kämpfe. Ihr Wettkampfstatistik in Muay Thai und K-1 steht bei 17 Siegen, sechs Niederlagen und einem Unentschieden.

### Mixed Martial Arts
Cive gehört zu den international bekanntesten europäischen MMA-Sportlerinnen und ist neben Sheila Gaff die erfolgreichste im deutschsprachigen Raum. In allen ihren Kämpfen war sie zwischen 2003 und dem 5. April 2013 ungeschlagen. Dadurch wurden auch die österreichischen Medien auf sie aufmerksam. Der ORF widmete ihr in 2012 eine 30-minütige Reportage und auch der Privatsender LT1 stellte sie in einem Beitrag vor.
Zunächst trainierte sie knapp zwei Jahre bei den Ettl Bros. (Gerhard und Michael Ettl) in Graz. Bereits am 8. Mai 2010 bestritt Cive ihren ersten Profikampf in Wien gegen die Ukrainerin Olga Denisenko. In Runde 1 war der Kampf nach einem Aufgabegriff (Arm triangle choke) zugunsten von Cive zu Ende. Bei der Grazer Cage Fight Series, einer der größten MMA-Veranstaltungen Europas, trat sie gegen den Deutschen Danny Rapf an. Dieser Kampf floss in eine 50-minütige Reportage des österreichischen TV-Senders ATV über das Leben von Cive ein. Die folgenden drei Kämpfe wurden von Cive alle durch KO oder TKO gewonnen. In Vaduz fand am 17. März 2012 der Kampf um den WM-Titel im Frauen-MMA des MAX-FC-Verbandes statt. Durch einen TKO-Sieg in der dritten Runde gegen die Slowakin Eva Henesova sichert sich Cive auch diesen Titel.
Im Juni 2012 unterschrieb sie einen Vertrag über drei Kämpfe bei der renommierten US-amerikanischen Organisation Invicta FC, die ausschließlich Frauen-MMA-Kämpfe veranstaltet. Es war geplant Cive bei der Veranstaltung Invicta FC 2 in Kansas City gegen die Japanerin Ayaka Hamasaki einzusetzen. Allerdings bekam Cive wegen einer verspäteten Überstellung der Papiere aus den USA kein Visum, sodass sie nicht anreisen konnte. Invicta FC versicherte ihr jedoch eine neue Chance auf ein US-Debüt; diese neue Chance bekam Cive für April 2013. Bereits Ende Januar wurde ihr von Invicta FC ein Kampf gegen die Australierin Bec Hyatt bei der Veranstaltung Invicta FC 5 im Fliegengewicht (115 Pfund = 52,16 kg), international Strawweight (Strohgewicht 106–115 lbs = 48–52 kg) angeboten. Am 5. April 2013 ging die viel beachtete Veranstaltung mit internationaler Beteiligung im Ameristar Casino Hotel in Kansas City (Missouri), USA über die Bühne. Die Veranstaltung wurde live im Internet gestreamt. Durch einen Aufgabegriff (Armbar) ihrer Gegnerin verlor sie diesen Kampf in Runde 1. Mitte August 2013 unterschrieb Cive einen weiteren Vertrag über vier Kämpfe bei der polnischen Organisation Konfrontacja Sztuk Walki (KSW). Ihren dortigen Debütkampf sollte sie am 28. September 2013 bei KSW 24 in Łódź gegen die Lokalmatadorin Karolina Kowalkiewicz bestreiten. Wegen einer ernsthaften Verletzung vier Tage vor der Veranstaltung musste sie den Kampf absagen. Nach Cives Genesung kam es am 17. Mai 2014 zum Titelkampf im Strohgewicht der KSW in Danzig. Nach einem guten Auftakt wurde Cive durch einen Armhebel von Kowalkiewicz erwischt und musste abklopfen.

## Mixed-Martial-Arts-Statistik
| Resultat   | Rekord | Gegnerin              | Methode                         | Event                    | Datum             | Runde | Zeit | Stadt                 | Notizen                |  |
|            |        |                       |                                 |                          |                   |       |      |                       |                        |  |
| Niederlage | 5-2-0  | Karolina Kowalkiewicz | Submission (Armbar)             | KSW 27 - Cage Time       | 17. Mai 2014      | 1     | 3:53 | Danzig, Polen         | KSW Strohgewicht Titel |  |
| Niederlage | 5-1-0  | Bec Hyatt             | Submission (Armbar)             | Invicta FC 5             | 5. April 2013     | 1     | 3:30 | Kansas City, USA      |                        |  |
| Sieg       | 5–0-0  | Eva Henesova          | TKO (Punches)                   | MAX FC 5                 | 17. März 2012     | 3     | 2:10 | Vaduz, Liechtenstein  |                        |  |
| Sieg       | 4–0-0  | Lilla Vincze          | TKO (Punches)                   | CFS 6                    | 20. November 2011 | 2     | 2:44 | Graz, Österreich      |                        |  |
| Sieg       | 3–0-0  | Lilla Vincze          | KO (Punch)                      | Fight of the Night 2011  | 27. Mai 2011      | 2     | N/A  | Greding, Deutschland  |                        |  |
| Sieg       | 2–0-0  | Aniko Levi            | TKO (Knees and Punches)         | Fight of the Night 2010  | 2. Oktober 2010   | 2     | 0:24 | Kitzbühel, Österreich |                        |  |
| Sieg       | 1–0-0  | Olga Denisenko        | Submission (Arm-Triangle Choke) | Ultimate Cage Fighters 3 | 8. Mai 2010       | 1     | N/A  | Wien, Österreich      |                        |  |
|            |        |                       |                                 |                          |                   |       |      |                       |                        |  |

## Fernsehdokumentationen
- 2012: Kampfsportlerin Jasminka Cive, LT1[13]
- 2012: Mein Leben - Die Reportage mit Mari Lang, ORF eins[14][15]
- 2013: Jasminka Cive, LT1[16]